# Spomenik Frédéricu Chopinu, Varšava
Spomenik Frédéricu Chopinu v Varšavi (poljsko Pomnik Fryderyka Chopina w Warszawie) je velik bronast kip Frédérica Chopina (1810–1849), ki ga je zasnoval Wacław Szymanowski in stoji v zgornjem delu parka Kraljeve terme v Varšavi (znanega tudi kot Łazienki Park ), ki meji na Aleje Ujazdowskie (Avenija Ujazdów).

## Zgodovina
Zasnoval ga je leta 1907 Wacław Szymanowski za načrtovano postavitev ob stoletnici Chopinovega rojstva leta 1810, vendar je bila izvedba zaradi polemik o zasnovi in nato zaradi izbruha prve svetovne vojne odložena. Kip je bil končno ulit in postavljen leta 1926. Med člani žirije, ki je izbrala zmagovalni projekt, so bili Antoine Bourdelle, Józef Pius Dziekoński in Leopold Méyet.
Kip je bil razstreljen 31. maja 1940, med drugo svetovno vojno, po ukazu generalnega guvernerja Hansa Franka in je bil prvi spomenik, ki so ga uničili okupacijski Nemci v Varšavi. Po lokalni legendi so naslednji dan na mestu našli ročno napisan napis: »Ne vem, kdo me je uničil, vem pa, zakaj: da ne bi igral pogrebnega marša za vašega vodjo.«
Po koncu vojne so spomenik obnovili. Arhitekt Oskar Sosnowski je zasnoval podstavek in bazen, ki sta izdelana iz rdečega peščenjaka iz Wąchocka. Napis na podstavku se glasi: »Kip Fryderyka Chopina, ki so ga Nemci uničili in oropali 31. maja 1940, obnovil narod. 17. oktobra 1946.« Drug napis, vgraviran na spomeniku, je citat iz pripovedne pesmi Adama Mickiewicza Konrad Wallenrod: »Plameni bodo požrli našo naslikano zgodovino, tatovi z meči bodo oropali naše zaklade, pesem bo rešena ...«
Prvotni kalup za kip, ki je preživel vojno, je omogočil ulivanje replike, ki je bila leta 1958 postavljena na prvotno mesto. Od leta 1959 se ob vznožju kipa ob poletnih nedeljskih popoldnevih izvajajo brezplačni klavirski recitali Chopinovih skladb.
Stilizirana vrba nad Chopinovo sedečo figuro odmeva pianistovo roko in prste, na desnem koncu pa glavo poljskega orla.
Replika Szymanowskega kipa v merilu 1:1 stoji v Hamamatsu na Japonskem. Obstajajo tudi predhodni načrti za postavitev še ene replike ob jezeru v Chicagu, poleg tega pa še en kip v spomin na umetnika v Chopinovem parku.
Szymanowskijev kip je bil najvišji Chopinov spomenik na svetu, dokler 3. marca 2007 v Šanghaju na Kitajskem niso odkrili nekoliko višjega, modernističnega bronastega kipa.

## Galerija
- Otvoritvena slovesnost, 1926
- Chopinov kip v Varšavi
- Letni Chopinovi poletni klavirski koncerti v parku Kraljevih kopališč